# Floroglucinol
Floroglucinolul, cunoscut și ca floroglucină, este un compus organic cu formula chimică C6H3(OH)3, fiind unul dintre cei trei benzentrioli izomeri. Este un compus solid, utilizat în sinteza organică și a medicamentelor și explozivilor.

## Obținere
În 1855, floroglucinolul a fost preparat pentru prima dată plecând de la o dihidrocalconă, floretina, de către chimistul austriac Heinrich Hlasiwetz (1825–1875).
Calea modernă de sinteză implică benzen-1,3,5-triamina și derivații acesteia. Un exemplu reprezentativ este următoarea serie de reacții, pornind de la trinitrobenzen.